# Loïc Costerg
Loïc Costerg, né le 9 mai 1987 à Moûtiers est un pilote de bobsleigh français qui représente la France sur le circuit mondial. Il est licencié au club de bobsleigh de La Plagne en Savoie.

## Biographie
Originaire de La Plagne, Loïc Costerg commence le bobsleigh dans le club local dès 2007 et commence sa formation de pilote.
En 2010,le club l'envoie à la prestigieuse Bob School, stage de perfectionnement des meilleurs espoirs mondiaux, organisés chaque année par la Fédération internationale de bobsleigh et de tobogganing (FIBT) sur la piste d'Igls qui a accueilli les Jeux olympiques d'hiver de 1964 et les Jeux olympiques d'hiver de 1976.
À la suite de ce stage, il commence à participer à quelques courses du circuit coupe d'Europe, puis en 2011, accompagné des jeunes sprinteurs Damien Mech, Jérémie Boutherin, Florent Ribet et du lanceur de poids Romain Heinrich, il participe au circuit complet qui lui permet de participer aux championnats du Monde Junior ou il décroche une très prometteuse cinquième place en bob à deux et une 10e place en bob à 4,mais surtout de se qualifier pour le circuit Coupe du Monde pour la saison 2012-2013, où il a représenté la France, avec en point d'orgue une  huitième place dans l'épreuve d'Altenberg, une 17e place aux championnats du monde, une 10e place aux championnats d'Europe, la 19e place du classement général de la coupe du monde de bob à 2,et la 23e place en bob à 4 .
Son objectif principal de la saison 2013-2014 est de décrocher une participation aux prochains Jeux Olympiques de Sotchi dont il a découvert le tracé lors de la dernière épreuve de Coupe du monde de la saison 2012-2013 .
En octobre 2013,à l'occasion des entrainements internationaux sur la piste de La Plagne, son nouvel équipage pour la saison 2013-2014 se dessine, avec l'arrivée d'Elly Lefort, transfuge de l'équipage de Monaco et du sprinteur Manuel Reynaert qui rejoignent Romain Heinrich et Florent Ribet. Jérémie Boutherin officiant en tant que remplaçant pour cette nouvelle saison.
Le 21 novembre 2013,Loic et Romain réalisent une très grosse performance en terminant 3e de l'épreuve de bob à 2 du Circuit Nord Américain  sur la piste de Park City,et 2 jours plus tard, ils récidivent en prenant cette fois ci la seconde place, ce qui en fait la meilleure performance de leur jeune carrière.
Le 26 novembre, toujours à Park City,l'équipage composé de Loic Costerg, Romain Heinrich, Florent Ribet et Jérémie Boutherin prennent la 3e place d'une épreuve de Coupe d'Amérique de Bob à 4,première médaille internationale de leur carrière en Bob à 4 et trois jours plus tard, ils font encore mieux en prenant la 2e place de l'ultime compétition de ce circuit.
Le 23 janvier 2014, le Comité national olympique et sportif français valide son équipage comme représentant aux Jeux olympiques de Sotchi en Bob à 2 et Bob à 4. Il sera accompagné de Romain Heinrich, Elly Lefort et Florent Ribet.
Lors des épreuves olympiques, il prend la 20e place dans l'épreuve de Bob à 2 et la 17e place dans l'épreuve de Bob à 4.
En mars 2014, il remporte son premier titre national en s’adjugeant l'épreuve de Bob à 2.
En août 2014, il est annoncé qu'un accord a été trouvé entre des partenaires et la FFSG pour la création d'une véritable équipe Nationale autour de Loïc au pilotage et la constitution d'un staff technique et l'arrivée de Bruno Mingeon comme Manager Général pour participer aux circuits internationaux,la FFSG ayant trouvé un accord avec la Fédération Monégasque pour qu'il puisse encadrer les deux équipes en même temps.
Son équipage pour cette saison sera constitué des anciens Romain Heinrich et Jérémie Boutherin, accompagnés de deux nouveaux, Yannis Pujar et Jordan Bytebier. 
En novembre 2014, son équipage prend la 3e place d'une épreuve de Coupe d'Amérique à Park City
Le 18 janvier 2015, il remporte la course de bob à 4 de Saint-Moritz au côté de ses coéquipiers Romain Heinrich, Jérémie Boutherin et Vincent Ricard. Cette victoire, la première en compétition internationale de sa carrière, est également historique car elle a lieu sur la plus prestigieuse piste du monde, et qu'elle constitue la première victoire en compétition internationale d'un bobsleigh français depuis la dernière victoire de Bruno Mingeon lors de l'épreuve finale de la Coupe du Monde en 2002 à La Plagne.

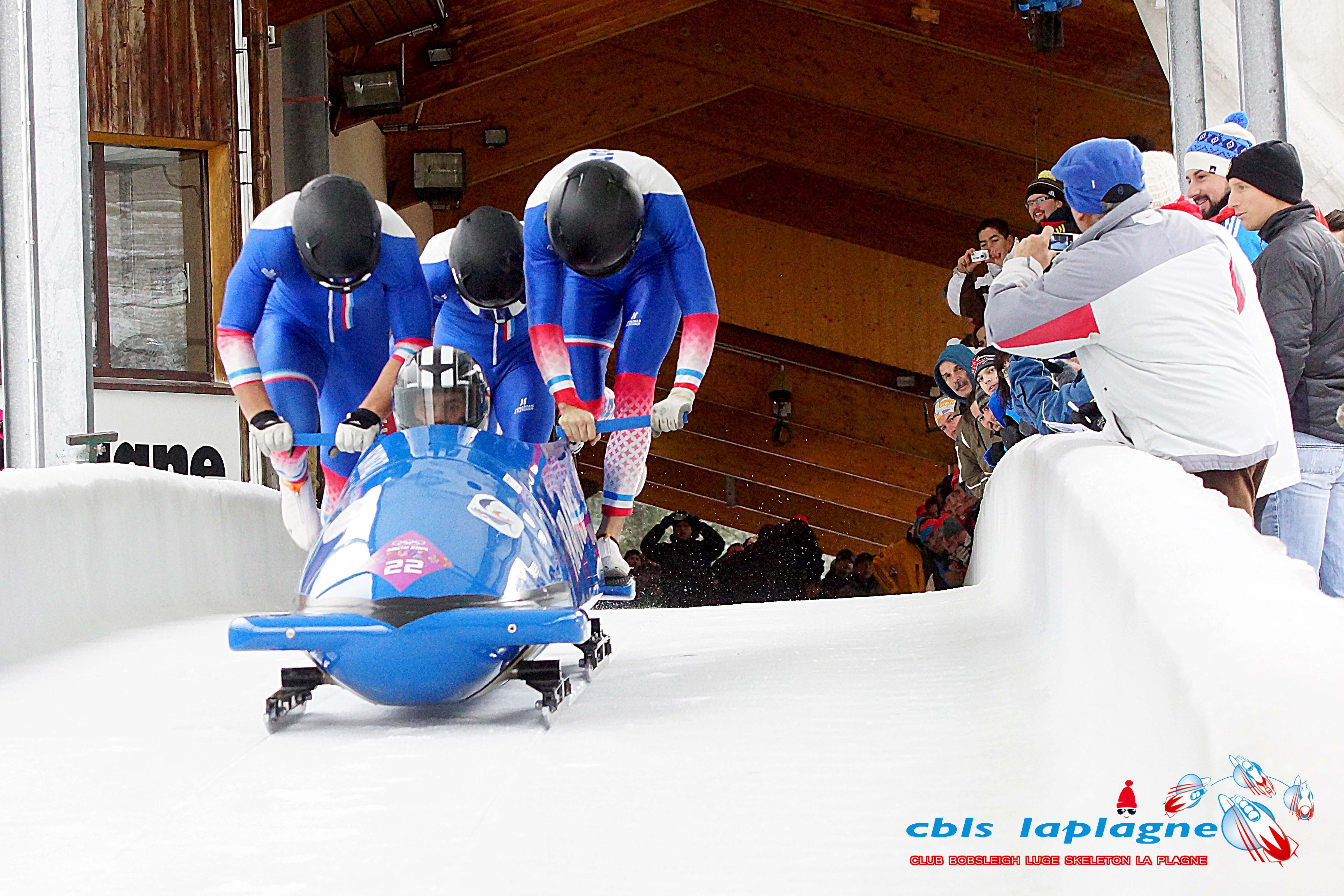
Le Team Costerg en action lors de la saison 2014/2015.

À la fin de saison 2014/2015, il remporte les titres de Champion de France de Bob à 2 et Bob à 4.
Lors des Jeux olympiques de Pyeongchang, le bob à quatre français piloté par Loïc Costerg a pris la onzième place du classement final. 

## Palmarès
- 2014/2015 :  Vainqueur de la manche 1 de Coupe d'Europe à Saint-Moritz
- 2014/2015 :  3e dans l'épreuve de Bob à 4 de Coupe d'Amérique à Park City
- 2014/2015 :  Champion de France de Bob à 2 à La Plagne
- 2013/2014 :  Champion de France de Bob à 4 à La Plagne
- 2013/2014 :  Champion de France de Bob à 2 à La Plagne
- 2013/2014 :  2e dans l'épreuve de Bob à 4 de Coupe d'Amérique à Park City
- 2013/2014 :  3e dans l'épreuve de Bob à 4 de Coupe d'Amérique à Park City
- 2013/2014 :  2e dans l'épreuve de Bob à 2 de Coupe d'Amérique à Park City
- 2013/2014 :  3e dans l'épreuve de Bob à 2 de Coupe d'Amérique à Park City
- 2013/2014 :   7e dans deux épreuves de Bob à 2 de Coupe d'Amérique à Calgary
- 2012/2013 :   8e dans l'épreuve de Coupe du monde de Bob à  2 d'Altenberg
- 2012/2013 :   10e du  championnat d'Europe de Bob à 2
- 2012/2013 :   4e dans l'épreuve de coupe d'Europe de Bob à 2 de La Plagne
- 2012/2013 :   5e Epreuve de Bob à 2 Championnat du Monde Junior
- 2011/2012 :  Vice-champion de France de Bob à 2 et Bob à 4 (pas d'épreuves en 2012 et 2013)